# Odd Børre
Odd Børre Sørensen (Harstad, 9 agosto 1939 – 28 gennaio 2023) è stato un cantante norvegese.
Partecipò all'Eurovision Song Contest 1968 con il brano Stress, in rappresentanza della Norvegia, classificandosi al tredicesimo posto.